# François Guinet
François Guinet (1604-1681) fue un jurista y escritor de Francia

## Biografía
Guinet fue un célebre abogado nacido en Pont-a-Mousson en 14 de marzo de 1604 y fallecido en 13 de septiembre de 1681, hijo de Nicolas Guinet, profesor de elocuencia del Colegio de Navarra y profesor de derecho quien escribió un comentario sobre las decretales, un panegírico del gran duque Carlos III y una historia sobre los profesores de Pont-a-Mousson, y hermano de Nicolas Guinet (-1695), abad, doctor en teología y canonista  quien dejó escrito notas justificativas al fin de la vida de Felipa de Güeldres y defensa de la Orden de Canónigos Premonstratenses.
Guinet a los 18 años obtiene el título de doctor en derecho, y durante algún tiempo fue profesor de legalidad en su villa natal, y posteriormente fija su residencia en Nancy donde  se labra una gran reputación como letrado, y también fue abogado del Parlamento de Metz.
Guinet, a pesar de los numerosos procesos judiciales que llevó a término, tuvo tiempo de adquirir conocimientos profundos en teología, y dejó obras escritas, entre ellas, una sobre Justiniano y además de Carlos IV de Lorena, y otras obras manuscritas como sus memorias, que caracterizan al autor como un grave y digno intérprete de las leyes.
Augustin  Calmet conserva en la Bibliotheuqe de Lorraine un elogio en latín para el honorable François Guinet y distingue sus virtudes religiosas y civiles.

## Obras
- Sur la zele des bons princes et la négligence a l'etude de la jurisprudence
- Justinianus Magnus,..., Nancy, 1627.
- Commentaire sur Justinien, avec un discours sur l'etude du droit, París, 1628, in-8º.
- Caroli IV, Lotharingia principis,...
- Institutionum munus solemnibus auspiciis in Academia (derecho romano)
- Factum ou..., 1680 (sobre el préstamo y la usura)
- De Gerardo Alsatio (disertación que pretende probar que los duques de Lorena descienden  de Bouillon)
- Introductio ad jurisprudentiam
- De l'usure..., Nancy, 1703.
- Memorie de Guinet sur les anciennes juridictions de Lorraine
- Memories